# سيزار بينافايدز
سيزار بينافايدز هو عسكري وسياسي تشيلي، ولد في 12 مارس 1912 في سانتياغو في تشيلي، وتوفي بنفس المكان في 25 مارس 2011. انتخب minister of National Defence of Chile ‏ (14 أبريل 1978 – 29 ديسمبر 1980) وانتخب وزير الداخلية ‏ (11 يوليو 1974 – 14 أبريل 1978).